# Bruno Martini
Bruno Martini (ur. 25 stycznia 1962 w Nevers, zm. 20 października 2020 w Montpellier) – francuski piłkarz grający na pozycji bramkarza, i trener piłkarski. W barwach reprezentacji Francji, w której rozegrał 31 meczów, wystąpił na mistrzostwach Europy 1992. Po zakończeniu kariery piłkarskiej został szkoleniowcem bramkarzy w kadrze. Zmarł na zawał serca.

## Kariera piłkarska
- 1979-81 – Nevers SC
- 1981-83 – AJ Auxerre
- 1983-85 – AS Nancy
- 1985-95 – AJ Auxerre
- 1995-99 – Montpellier HSC

## Sukcesy piłkarskie
- mistrzostwo Francji 1996 oraz Puchar Francji 1994 i 1996 z AJ Auxerre
- mistrzostwo Europy 1988 z młodzieżową reprezentacją Francji

W reprezentacji Francji od 1987 do 1996 roku rozegrał 31 meczów – start w mistrzostwach Europy 1992 (faza grupowa) i 1996 (brązowy medal, jako rezerwowy).

## Kariera szkoleniowa
- od 1999 – reprezentacja Francji, trener bramkarzy